# 1166 Sakuntala
1166 Sakuntala este o planetă minoră (asteroid), cu un diametru de 26,011 km, din centura de asteroizi. A fost descoperită pe 27 iunie 1930 la Simeiizka observatoria⁠(d) de Praskovia Gheorgievna Parhomenko⁠(d) și a fost numită după Shakuntala⁠(d). 
Obiectul prezintă o orbită caracterizată de o semiaxă mare de 2,5345469 UAi, o excentricitate de 0,2070108, o înclinație de 18,92445 ° în raport cu ecliptica.